# Pleasant Camp
Pleasant Camp est une municipalité située dans la province de la Colombie-Britannique, dans le nord-ouest.